# Balogh Edgár
Balogh Edgár, írói álnevén Farkas Lőrinc, szignóján: „-logh” (Temesvár, 1906. szeptember 7. – Kolozsvár, 1996. június 19.) szlovákiai, majd romániai magyar publicista, főszerkesztő, egyetemi tanár, tudományegyetemi rektor.

## Életrajza, munkássága
Kessler Ferenc nagyszebeni szász katonatiszt és egy magyar irodalom szakos pozsonyi tanárnő fia. 1926-ban vette fel anyai ági családi nevét. Pozsonyban végezte el a magyar reálgimnáziumot, majd a prágai német egyetem filozófiai karán folytatta tanulmányait. Etnográfusnak készült. Első írása 1922-ben jelent meg a losonci A Mi Lapunk c. ifjúsági folyóiratban, első tanulmányát (A szűzgulyahajtás) 1927-ben az Ethnographia-Népélet közölte Budapesten.
Publicisztikai munkásságát a Prágai Magyar Hírlapban, a csehszlovákiai magyar ellenzéki pártok lapjában kezdte. Kezdeményezője és szervezője volt a csehszlovákiai magyar ifjúság haladó Sarlós-mozgalmának. 1931-ben a kommunista mozgalomba kapcsolódva Fábry Zoltánnal szerkesztette Az Út című prágai kommunista szellemű művelődéspolitikai folyóiratot, s 1934-ben fordításában jelent meg a Barnakönyv Hitler-Németországról és a lipcsei perről című német antifasiszta mű. A csehszlovák hatóságok 1935-ben kiutasították; visszatért szülőföldjére, s előbb Kolozsvárt, majd Brassóban telepedett le.
A Korunk belső munkatársa s a Brassói Lapok cikkírója. Mint a MADOSZ vezetőségi tagja kezdeményezte a romániai magyar ifjúság 1937-es Vásárhelyi Találkozóját, egyik elindítója a népfront jellegű Erdélyi Enciklopédia Könyvkiadónak. Itt jelent meg 1939-ben Íratlan történelem c. cikkgyűjteménye Erdéllyel és Olténiával való ismerkedéséről s Duna-völgyi összehasonlító történelemszemléletéről.
A bécsi döntések után rövid ideig Kalotaszentkirályon tanítóskodott, majd hatósági eltávolítása után Móricz Zsigmond megbízásából a Kelet Népe kolozsvári szerkesztője (1941) s a budapesti Magyar Nemzet, 1942-től a budapesti Kis Újság munkatársa. Józsa Bélával együtt állította össze a 48-as Erdély c. zsebkönyvet (Kolozsvár, 1943); 1944 elején elkészült Hármas kis tükör c. cikkgyűjteményét a Magyar Élet Kiadó a német megszállás miatt csak 1945-ben tudta megjelentetni.
Részt vett az észak-erdélyi antifasiszta ellenállási mozgalomban. Közvetlenül a felszabadulás után, 1944. október 18-án kezdeményezésére jelent meg Kolozsvárt a Világosság c. napilap, melynek 1948-ig főszerkesztője. A Magyar Népi Szövetség (MNSZ) alelnöke (1946-ig), s mint a művelődési osztály vezetője vett részt a romániai magyarság új művelődési intézményeinek megszervezésében, ill. a régiek demokratizálásában.
Az MNSZ kiadásában jelent meg "Tíz esztendő tíz cikke" alcímmel A Szudétáktól a Fekete-tengerig c. kis kötete (Kolozsvár, 1945). Az 1848-as forradalom centenáriumára Az igazi 1848 c. alatt kiadott rádióelőadásaiban Kossuth és Nicolae Bălcescu kézfogását népszerűsítette. Egyetemi tanár (1948), majd rektor (1949) a Bolyai Tudományegyetemen. 1949 őszén az MNSZ több más vezetőjével együtt a szocialista törvényesség megsértésével bebörtönözték s csak 1956-ban rehabilitálták.
A Babeș és Bolyai Egyetemek egyesítése után a magyar irodalomtörténeti tanszéken publicisztikát adott elő. 1957-től 1971-ig az újrainduló Korunk főszerkesztő-helyettese. Újabb cikkgyűjteménye az Egyenes beszéd (1957), ezt követte irodalompolitikai jegyzeteinek kötete, a Toll és emberség (1965). Ugyanebben az évben adták ki Budapesten Hét próba ("Egy nemzedék elindul") c. emlékiratát, ebben a Sarló történetét írta meg személyi vallomás formájában.
Az otthoni íróasztal, az egyetemi katedra és a szerkesztőség aprómunkáit tükrözte Én tintás esztergapadom c. jegyzetgyűjteménye (1967). Egy-egy kötetet szerkesztett s bevezető tanulmánnyal, jegyzetekkel látott el Nicolae Bălcescu (1956), Benedek Elek (1957), Móricz Zsigmond (1962), Ady Endre (1967), Szentimrei Jenő (1968) és Fábry Zoltán (1973) publicisztikai munkáiból.
Tanulmányokat közölt a régi Korunk elindulásáról, fordulatáról és eszmei kiforrásáról (NyIrK, 1964, 1968, 1970, 1973; együtt kötetben Itt és most, Kolozsvár, 1976); az Erdélyi Helikon, Erdélyi Múzeum és Magyar Kisebbség marxista értékeléséről (Korunk 1964/12; 1965/7-8; 1969/10). Szép halál c. története (Kortárs, Bp. 1969) az antifasiszta mozgalom emlékét idézi, a Szép élet és Szép szó (Kortárs, Budapest, 1973) kisközösségek benső feszültségét, vitáit tükrözte; a három együtt Szárnyas oltár címmel jelent meg (Budapest, 1978).
Intelmek c. kötetében (1972) a fiatalság elé állított reális eszményképet. 1974-ben két gyűjteményes kötetét adták ki: Duna-völgyi párbeszéd c. alatt 1929 és 1972 közt szerzett írásaiból válogatott Budapesten Sándor László; Mesterek és kortársak c. alatt Bukarestben jelent meg irodalompolitikai tanulmányaiból és emlékezéseiből Kántor Lajos összeállítása. További kötetei: Szolgálatban : emlékirat 1935-1944 (1978); Táj és nép (Kolozsvár, 1978); Vargyasi változások (Bartha Árpád fényképfelvételeivel, 1979).
1971-ig a Korunk főszerkesztő-helyettese, illetve az 1981-től megjelenő Romániai magyar irodalmi lexikon főszerkesztője volt. Kolozsvárott hunyt el, a Házsongárdi temetőben helyezték örök nyugalomra.
Fiai Balogh Ferenc építész és Balogh András színházi rendező.

## Művei

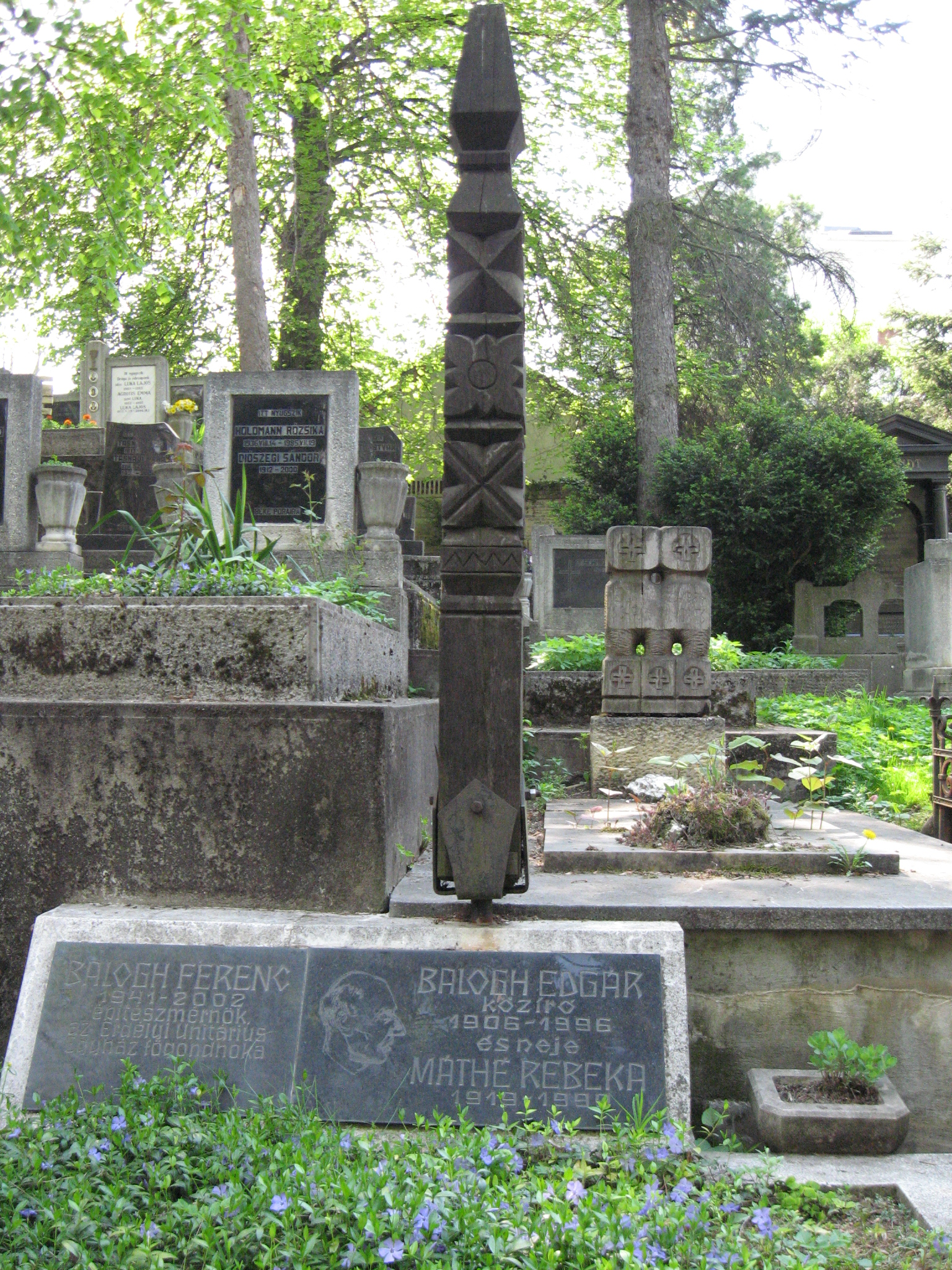
Sírja a Házsongárdi temetőben.

- Barnakönyv Hitler-Németországról és a lipcsei perről; előszó Fábry Zoltán, szerk. Balogh Edgár; Schwarz, Bratislava, 1934
- Íratlan történelem; Grafica Ny., Kolozsvár, 1939 (Az Erdélyi Enciklopédia könyvei)
- Hármas kis tükör. Felvidéki, erdélyi és magyarhoni tanulságok; Magyar Élet, Bp., 1945
- A Szudétáktól a Fekete-tengerig. Tíz esztendő tíz cikke; A Romániai Magyar Népi Szövetség, Kolozsvár, 1945
- Az igazi 1848. A századik évfordulóra; Athenaeum, Cluj-Kolozsvár, 1948 (Népművelési füzetek)
- Egyenes beszéd. Cikkek, naplók, levelek; Irodalmi és Művészeti, Bukarest, 1957
- Toll és emberség. Irodalompolitikai jegyzetek; Irodalmi, Bukarest, 1965
- Hét próba. Egy nemzedék elindul; Szépirodalmi, Bp., 1965
- Én tintás esztergapadom (jegyzetgyűjtemények, 1967)
- Intelmek (esszék, 1972)
- Duna-völgyi párbeszéd (cikkek, tanulmányok, dokumentumok, 1974)
- Mesterek és kortársak (tanulmányok, 1974)
- Itt és most. Tanulmány a régi Korunkról; Dacia, Kolozsvár-Napoca, 1976
- Szárnyas oltár (elbeszélések, 1978)
- Szolgálatban. Emlékirat. 1935-1944; Kriterion, Bukarest, 1978
- Táj és nép. Ötvenkét jegyzet előbeszéddel és toldalékkal; Dacia, Kolozsvár-Napoca, 1979
- Vargyasi változások (szociográfia, 1979)
- Romániai magyar irodalmi lexikon. Szépirodalom, közírás, tudományos irodalom, művelődés; főszerk. Balogh Edgár; Kriterion, Bukarest, 1981-
- Hét próba. Egy nemzedék története, 1924-1934, 1-2.; Magvető, Bp., 1981 (Tények és tanúk)
- "...hivatást számított ki magának történelmi helyzetéből". Interjú Balogh Edgárral; riporter M. Kiss Sándor; Művelődéskutató Intézet, Bp., 1981
- Acéltükör mélye (félszáz igaz történet, Kriterion, Bukarest, 1982)
- Hídverők Erdélyben 1944-1946 (válogatott cikkek, 1985)
- Férfimunka. Emlékirat 1945-1955, Budapest (1986)
- Magyarok, románok, szlávok (válogatott tanulmányok, cikkek, interjúk. Kossuth Könyvkiadó, Budapest, 1986)
- Tíz nap Szegényországban (szociográfia, 1988)
- Számadásom. Emlékirat, 1956–1993; szerk., bev. Kántor Lajos; Komp-Press–Korunk Baráti Társaság, Kolozsvár, 1999
- Kéziratos hagyaték 1. Balogh Edgár, Benkő András, Imreh István kiadatlan leveleiből; sajtó alá rend. Beke Sándor; Erdélyi Gondolat, Székelyudvarhely, 2010

## Szerkesztései
- Józsa Béla: Petőfi és az 1848-1849-es magyar szabadságharc (1945)
- N. Bălcescu: Válogatott munkái (összeállította, előszó, jegyzet, 1956)
- Benedek Elek: Halljátok, emberek? (előszó, 1957)
- Benedek Elek: A harismadár (előszó, 1959)
- Móricz Zsigmond: Rózsa Sándor a lovát ugratja (előszó, 1960)
- Veress Zoltán: Menetirány (előszó, 1961)
- Egy nap történelem (antológia, bevezető, 1962)
- Móricz Zsigmond: Kenyéren és vízen (bevezető, (1962)
- Ady Endre: Poéta és publikum (szerkesztette, bevezető, 1967)
- Benedek Elek: A százesztendős jövendőmondó (előszó, 1967)
- Szentimrei Jenő: Sablon helyett csillag (bevezető, 1968)
- Kenéz Ferenc: Fekete hanglemezek (bevezető, 1968)
- Kós Károly: Hármaskönyv (előszó, 1969)
- József Attila legszebb versei (előszó, 1970)
- Tamási Áron: Jégtörő Mátyás (előszó, 1970)
- Antal Dániel: Család és szolgálat (bevezető, 1971)
- Veress Pál: Kalapács, könyv, muzsika (bevezető, 1972)
- Fábry Zoltán: Egy ember megszólal (összeállította, bevezető, jegyzet, 1973)
- Heves Ferenc: Heves Renée életútja (előszó, 1975)
- Jordáky Lajos: Kovács Katona Jenő (bevezető, 1977)
- Mikó Imre: A csendes Petőfi-utca (utószó, 1978)
- Beke György: Vállald önmagad (előszó, 1978)
- Romániai magyar irodalmi lexikon: Szépirodalom, közírás, tudományos irodalom, művelődés I–V. Főszerk. Balogh Edgár, Dávid Gyula. Bukarest: Kriterion; Kolozsvár: Erdélyi Múzeum-Egyesület. 1981–2010.   (főszerkesztő, a harmadik kötet főmunkatársa)